# José Antonio Millán
José Antonio Millán es lingüista, editor, traductor, articulista y escritor español, nacido en Madrid en 1954. Vivía en Barcelona.
Lingüista de formación, ha trabajado como traductor y editor. Ha escrito tanto literatura infantil como para adultos, además de obras sobre la lengua o la edición electrónica, y de estar presente en numerosas antologías. Tiene publicados más de veinte libros como autor único y está traducido a muchas lenguas, inglés español y francés incluidos.
Como editor tradicional trabajó entre otros, para los sellos Cátedra y SGEL. Fue Director Editorial de Taurus Ediciones. A partir de 1992 es profesional freelance. Ha sido director del Centro Virtual Cervantes y dirigió la creación del primer diccionario en CD-ROM de la Real Academia Española, entre otros proyectos.
Su sitio web jamillan.com existe desde 1995, y contiene, entre otras cosas, una sección sobre diccionarios y otra sobre edición electrónica, Libros y Bitios.
Sus intereses de investigación incluyen la lengua, la semiótica y señalética, la lectura, la edición electrónica e Internet.

## Obras
Novelas
- El día intermitente (1985).
- Nueva Lisboa (1995)

Libros de relatos
- Sobre las brasas
- La memoria y otras extremidades
- Nueve Veranos (bajo licencia Creative Commons)

Libros infantiles
- C. El pequeño libro que aún no tenía nombre (1993), ilustrado por Perico Pastor
- El árbol de narices (2002), ilustrado por Perico Pastor
- Base y el Generador misterioso (2002), ilustrado por Arnal Ballester
- Quasibolo (2007), ilustrado por su autor

Sobre lengua
- Perdón imposible. Guía para una puntuación más rica y consciente (2005)
- El candidato melancólico. De dónde vienen las palabras, cómo viajan, por qué cambian y qué historias cuentan, (2006)
- Me como esa coma. (¡Glups! Parece que la puntuación es importante...) (2007), ilustrado por Emilio Urberuaga
- Tengo, tengo, tengo. Los ritmos de la lengua (2017).
- Los trazos que hablan. El triunfo y el abandono de la escritura a mano (2023).

### Biografías
- Antonio de Nebrija o el rastro de la verdad. Galaxia Gutenberg (2022).[2]

Sobre Internet y edición electrónica
- Edición electrónica y multimedia (1996)
- De redes y saberes. Cultura y educación en las nuevas tecnologías (1998)
- Internet y el español (2001)
- Telecomunicaciones, sociedad y cultura (compilación) (2002)
- Manual de urbanidad y buenas maneras en la Red (2008)

Sobre semiótica y señalética
- No (2004)
- Contra (2004)